# 魔女嘉莉 (2013年電影)
是一部2013年的美国惊悚片，改编自斯蒂芬·金于1974年出版的恐怖小说《魔女嘉莉》。金伯莉·皮爾斯执导，克蘿伊·摩蕾茲、茱莉安·摩爾主演。
本片是重拍1976年由布赖恩·德帕尔马执导、茜絲·史治主演的经典版本。

## 劇情
嘉莉懷特是緬因州伊文高中一個害羞、不受歡迎的少女。一天體育課後淋浴時，嘉莉意外地初經，以為自己快死了，跑出來大喊救命，卻被其他女孩嘲笑，向她丟擲衛生棉條和護墊。女孩克莉絲用手機記錄了整個過程，還上傳到YouTube。
體育老師黛絲嘉丁安慰嘉莉，並讓她回家。嘉莉那虔誠的母親瑪格麗特認為月經是罪，要求嘉莉禁止跟別人一起淋浴。嘉莉拒絕後，瑪格麗特用聖經打她額頭，將她鎖在"祈禱室"。當嘉莉尖叫著要放她出來時，門上出現裂縫，祈禱室的十字架開始流血。嘉莉的心靈致動能力開始增強，她研究如何駕馭這種力量。
黛絲嘉丁老師威脅嘲笑嘉莉的女孩:要麼因行為而留校察看，要麼被停學，禁止參加舞會。只有克莉絲拒絕接受處分而被停學。其中一名少女蘇後悔參與了整個事件，為了彌補，讓男友湯米邀請嘉莉參加舞會。嘉莉接受了邀請，在家縫製舞會禮服。嘉莉請求母親讓她去舞會，展現了心靈致動力。瑪格麗特認為這力量來自魔鬼，證明嘉莉已被罪惡腐蝕。
舞會當晚，瑪格麗特阻止嘉莉前往，但嘉莉用能力將母親鎖在壁櫥裡。在舞會上，克莉絲的朋友悄悄將假選票放入投票箱，讓嘉莉和湯米當選舞會國王和皇后，這是克莉絲和男友比利羞辱嘉莉的計畫。蘇收到克莉絲的簡訊嘲諷她的計畫，趕到舞會，看到懸掛在嘉莉上方的那桶血，試圖警告他人，卻被黛絲嘉丁老師攔住。
克莉絲把血倒在嘉莉和湯米身上，妮基在大螢幕播放嘉莉的"淋浴影片"，引起觀眾嘲笑。黛絲嘉丁老師想幫忙，卻被嘉莉用力量推開。水桶掉下來砸死湯米。憤怒的嘉莉用心靈致動殺死所有師生，只放過黛絲嘉丁。電線與漏水接觸，學校陷入火海。嘉莉離開，克莉絲和比利開車試圖逃離現場，卻被嘉莉弄翻車，比利死亡。克莉絲試圖開車撞嘉莉，但嘉莉舉起汽車，丟到加油站，殺死克莉絲。
嘉莉回家洗澡換衣，哭著告訴瑪格麗特舞會的惡作劇。瑪格麗特透露，嘉莉是她被強暴後所生，她認為嘉莉的出生證明她是罪，必須贖罪。瑪格麗特刺傷嘉莉，認為必須殺死女兒，以防魔鬼再次附身。嘉莉用許多尖銳工具殺死母親，歇斯底里地讓石頭雨摧毀房子。蘇趕到時，憤怒的嘉莉用能力舉起她，卻感應到蘇已懷孕。嘉莉保護蘇，將她拋到屋外，房屋倒塌，嘉莉似乎也死了。
在法庭就舞會事件作證後，蘇拜訪嘉莉和瑪格麗特的墳墓，獻上白玫瑰。當她離開時，墓碑開始破裂，聽到憤怒的尖叫，暗示嘉莉可能還活著。

### 替代結局
獻花後，蘇感到劇烈的懷孕陣痛，開始臨盆。當蘇在醫院掙扎著生產時，嘉莉染血的手突然伸出，抓住蘇的手臂。蘇尖叫著在自己臥室醒來，母親安慰她噩夢已結束。

## 演員
- 克蘿伊·摩蕾茲 - 嘉莉·懷特（英语：Carrie White）：自卑的女孩，一直希望像班上同學一樣普通，因為媽媽從來沒告訴過她會有月經，導致她在全班面前出糗還被霸凌，克莉絲更拍攝影片並上傳網路，導致她更加自卑，後來意外發現自己有超能力，在畢業舞會時，被克莉絲逼上絕境，超能力爆發，對傷害自己的人做出報復
- 茱莉安·摩爾 - 瑪格麗特·懷特（英语：Margaret White (Carrie)）：嘉莉母親，神經質狂熱的宗教信徒，一直不讓嘉莉和他人互動，沒有教導她正確觀念，導致嘉莉個性自卑，在同學面前出醜
- 茱蒂·葛瑞兒 - 麗塔·德賈丹（英语：Rita Desjardin）：嘉莉的體育老師，因為一直以來對嘉莉的關懷照顧，所以在最後舞會陷入火海時，成為唯一被嘉莉救起的人
- 加布瑞拉·王爾德 - 蘇·史耐爾（英语：Sue Snell）：嘉莉的同學，本來跟著其他人嘲笑她，後來發現錯誤，積極彌補
- 安塞爾·埃爾葛特 - 湯米·羅斯：蘇的男友，和嘉莉參加舞會時，被克莉絲和她男友惡整嘉莉的鐵桶砸死
- 波西亞·布林迪（英语：Portia Doubleday） - 克莉絲·哈金森：嘉莉的同學，一直霸凌她找她麻煩，將嘉莉在泳池被霸凌的影片上傳，還在畢業舞會時將豬血倒在她身上，導致嘉莉徹底崩潰
- 艾力克斯·羅素 - 比利·諾蘭（英语：Billy Nolan (character)）：克莉絲男友，和她一起設計嘉莉
- 貝瑞·夏巴卡·亨利（英语：Barry Shabaka Henley） - 莫頓校長（原小說中，校長是亨利·葛瑞爾，莫頓為副校長）
- 佐·貝爾金（英语：Zoë Belkin） - 蒂娜·布雷克
- 卡麗莎·史特蘭（英语：Karissa Strain） - Nicki
- 凱蒂·史特蘭（英语：Katie Strain） - Lizzy
- 迪梅特里斯·喬耶特（英语：Demetrius Joyette） - George
- 夢娜特·拉歐瑞（英语：Mouna Traoré） - Erika
- 薩曼莎·溫斯坦 - Heather
- 馬克斯·達普林（英语：Max Topplin） - Jackie

## 评价
媒体综评52分，烂番茄新鲜度50%，获得两极化口碑。
好评有：“成功还原了当年的经典氛围，克蘿伊·摩蕾茲照例贡献出与她年龄极不相符的演技水准”，“达到了原版中四处见红但远非血腥的神髓”，“更加先进的特技加入为影片加分不少，同样散发出原版所无法达成的韵味”，“对嘉莉与玛格丽特之间关系的描绘更上层楼，加入了更多心理现实主义的元素，但是这样也加重了本片的漫画观感”。
負评有：“新版嘉莉远非粗暴，但却非常平凡没有任何出彩之处，算是盲目的青年人文主义影片”，“这部影片对红色的痴迷达到病态的程度”，“与原版去进行对比是不公平的，但新版嘉莉还是因为空洞而平庸，大部分内容都是对原版的照搬，这远非改编而是翻拍”。

## 票房
美国首周末收获1700万美元列第三位。该成绩位列史蒂芬·金作品改编影片第四位，次于《1408》、《秘窗》和《绿色奇迹》。次周末收590万列第六位，累计2600万。美国最终成绩为3526万，全球累计8479万美元。

## 外部連結
- 官方网站
- 互联网电影数据库（IMDb）上《血腥嘉莉》的资料（英文）
- Box Office Mojo上《血腥嘉莉》的資料（英文）
- 爛番茄上《血腥嘉莉》的資料（英文）
- Metacritic上《血腥嘉莉》的資料（英文）
- Official Facebook page